# Портеј
Портеј је у грчкој митологији било име више личности. 

## Митологија
- Био је један од ликаонида, Ликаонових синова кога је поменуо Аполодор.[1] Он је био отац Ехиона, једног од учесника тројанског рата.[2]
- Друго име Портаона, под којим га је поменуо Антонин Либерал и у том случају, он је Арејев син.[3]